# Football League One 2017-2018
La EFL League One 2017-2018, conosciuta anche con il nome di Sky Bet League One per motivi di sponsorizzazione, è stato il 91º campionato inglese di calcio di terza divisione, nonché il 14º con la denominazione di League One. La stagione regolare è stata disputata tra il 5 agosto 2017 ed il 5 maggio 2018, mentre i play off si sono svolti tra il 10 ed il 27 maggio 2018. Ad aggiudicarsi il titolo, il terzo della sua storia ed il secondo in due anni, è stato il Wigan Athletic. Le altre due promozioni in Championship sono state invece conseguite dal Blackburn Rovers (2º classificato) e dal Rotherham United (vincitore dei play off).
Capocannoniere del torneo è stato Jack Marriott (Peterborough United) con 27 reti.

## Stagione

### Novità
Al termine della stagione precedente sono stati promossi direttamente in Championship lo Sheffield United ed il Bolton Wanderers, che sono arrivati rispettivamente 1° e 2° al termine della stagione regolare, mentre il Millwall, piazzatosi 6°, è riuscito a raggiungere la promozione attraverso i play-off.
Il Port Vale (21°), lo Swindon Town (22°), il Coventry City (23°) ed il Chesterfield (24°) non sono riusciti, invece, a mantenere la categoria e sono retrocessi in League Two.
Queste sette squadre sono state rimpiazzate dalle tre retrocesse dalla Championship: Blackburn Rovers (relegato dopo 38 anni nella terza serie inglese), Wigan Athletic e Rotherham United e dalle quattro neopromosse provenienti dalla League Two: Portsmouth, Plymouth Argyle, Doncaster Rovers e Blackpool.

### Formula
Le prime due classificate, più la vincente dei play off tra le squadre giunte dal 3º al 6º posto, vengono promosse in Championship, mentre le ultime quattro classificate retrocedono in League Two.

## Squadre partecipanti
| Squadra             | Stagione | Città              | Stadio                             | Stagione precedente                       |
| ------------------- | -------- | ------------------ | ---------------------------------- | ----------------------------------------- |
| AFC Wimbledon       | dettagli | Londra (Wimbledon) | Kingsmeadow (Kingston upon Thames) | 15º posto in EFL League One               |
| Blackburn Rovers    | dettagli | Blackburn          | Ewood Park                         | 22º posto in EFL Championship, retrocesso |
| Blackpool           | dettagli | Blackpool          | Bloomfield Road                    | 7º posto in EFL League Two, promosso      |
| Bradford City       | dettagli | Bradford           | Valley Parade                      | 5º posto in EFL League One                |
| Bristol Rovers      | dettagli | Bristol            | Memorial Stadium                   | 10º posto in EFL League One               |
| Bury                | dettagli | Bury               | Gigg Lane                          | 19º posto in EFL League One               |
| Charlton Athletic   | dettagli | Londra (Charlton)  | The Valley                         | 13º posto in EFL League One               |
| Doncaster Rovers    | dettagli | Doncaster          | Keepmoat Stadium                   | 3º posto in EFL League Two, promosso      |
| Fleetwood Town      | dettagli | Fleetwood          | Highbury Stadium                   | 4º posto in EFL League One                |
| Gillingham          | dettagli | Gillingham         | Priestfield Stadium                | 20º posto in EFL League One               |
| Milton Keynes Dons  | dettagli | Milton Keynes      | Stadium:mk                         | 12º posto in EFL League One               |
| Northampton Town    | dettagli | Northampton        | Sixfields Stadium                  | 16º posto in EFL League One               |
| Oldham Athletic     | dettagli | Oldham             | Boundary Park                      | 17º posto in EFL League One               |
| Oxford United       | dettagli | Oxford             | Kassam Stadium                     | 8º posto in EFL League One                |
| Peterborough United | dettagli | Peterborough       | London Road                        | 11º posto in EFL League One               |
| Plymouth Argyle     | dettagli | Plymouth           | Home Park                          | 2º posto in EFL League Two, promosso      |
| Portsmouth          | dettagli | Portsmouth         | Fratton Park                       | 1º posto in EFL League Two, promosso      |
| Rochdale            | dettagli | Rochdale           | Spotland Stadium                   | 9º posto in EFL League One                |
| Rotherham United    | dettagli | Rotherham          | New York Stadium                   | 24º posto in EFL Championship, retrocesso |
| Scunthorpe United   | dettagli | Scunthorpe         | Glanford Park                      | 3º posto in EFL League One                |
| Shrewsbury Town     | dettagli | Shrewsbury         | New Meadow                         | 18º posto in EFL League One               |
| Southend United     | dettagli | Southend-on-Sea    | Roots Hall                         | 7º posto in EFL League One                |
| Walsall             | dettagli | Walsall            | Bescot Stadium                     | 14º posto in EFL League One               |
| Wigan Athletic      | dettagli | Wigan              | DW Stadium                         | 23º posto in EFL Championship, retrocesso |

## Allenatori e primatisti
| Squadra             | Manager                                                                             | Calciatore più presente (tra parentesi il numero delle presenze) | Cannoniere (tra parentesi il numero dei gol) |
| ------------------- | ----------------------------------------------------------------------------------- | ---------------------------------------------------------------- | -------------------------------------------- |
| AFC Wimbledon       | Neal Ardley                                                                         | Lyle Taylor (46)                                                 | Lyle Taylor (14)                             |
| Blackburn Rovers    | Tony Mowbray                                                                        | Richard Smallwood (46)                                           | Bradley Dack (19)                            |
| Blackpool           | Gary Bowyer                                                                         | Colin Daniel, Viv Solomon-Otabor (44)                            | Kyle Vassell (11)                            |
| Bradford City       | Stuart McCall (1ª-31ª) Greg Abbott (32ª) Simon Grayson (33ª-46ª)                    | Alex Gilliead, Matt Kilgallon (42)                               | Charlie Wyke (14)                            |
| Bristol Rovers      | Darrell Clarke                                                                      | Ellis Harrison (44)                                              | Ellis Harrison (12)                          |
| Bury                | Lee Clark (1ª-16ª) Ryan Lowe (17ª-18ª) Chris Lucketti (19ª-21ª) Ryan Lowe (22ª-46ª) | Greg Leigh (41)                                                  | Jermaine Beckford, George Miller (8)         |
| Charlton Athletic   | Karl Robinson (1ª-36ª) Lee Bowyer (37ª-46ª)                                         | Ben Amos (46)                                                    | Josh Magennis (10)                           |
| Doncaster Rovers    | Darren Ferguson                                                                     | John Marquis (45)                                                | John Marquis (14)                            |
| Fleetwood Town      | Uwe Rösler (1ª-32ª) Barry Nicholson (33ª) John Sheridan (34-46ª)                    | Kyle Dempsey, Ashley Eastham (45)                                | Devante Cole (10)                            |
| Gillingham          | Adrian Pennock (1ª-9ª) Peter John Taylor (10ª-12ª) Steve Lovell (13ª-46ª)           | Tomáš Holý (45)                                                  | Tom Eaves (17)                               |
| Milton Keynes Dons  | Robbie Neilson (1ª-28ª) Dan Micciche (29ª-43ª) Keith Millen (44ª-46ª)               | George Williams (43)                                             | Chuks Aneke (9)                              |
| Northampton Town    | Justin Edinburgh (1ª-4ª) Jimmy Floyd Hasselbaink (5ª-41ª) Dean Austin (42ª-46ª)     | Ash Taylor (45)                                                  | Chris Long (9)                               |
| Oldham Athletic     | John Sheridan (1ª-9ª) Richie Wellens (10ª-46ª)                                      | Danny Gardner (43)                                               | Eoin Doyle (15)                              |
| Oxford United       | Pep Clotet (1ª-29ª) Derek Fazackerley (30ª-36ª) Karl Robinson (37ª-46ª)             | Simon Eastwood (46)                                              | James Henry, Wes Thomas (10)                 |
| Peterborough United | Grant McCann (1ª-33ª) David Oldfield (34ª) Steve Evans (35ª-46ª)                    | Jack Marriott, Steven Taylor (44)                                | Jack Marriott (27)                           |
| Plymouth Argyle     | Derek Adams                                                                         | Gary Sawyer (46)                                                 | Graham Carey (14)                            |
| Portsmouth          | Kenny Jackett                                                                       | Jamal Lowe, Luke McGee (44)                                      | Brett Pitman (23)                            |
| Rochdale            | Keith Hill                                                                          | Matt Done (46)                                                   | Ian Henderson (13)                           |
| Rotherhan United    | Paul Warne                                                                          | Will Vaulks (44)                                                 | Kieffer Moore (15)                           |
| Scunthorpe United   | Graham Alexander (1ª-39ª) Nick Daws (40ª-46ª)                                       | Duane Holmes, Murray Wallace (45)                                | Josh Morris (11)                             |
| Shrewsbury Town     | Paul Hurst                                                                          | Aristote Nsiala, Shaun Whalley (44)                              | Stefan Payne (11)                            |
| Southend United     | Phil Brown (1ª-28ª) Chris Powell (29ª-46ª)                                          | Mark Oxley (46)                                                  | Simon Cox (10)                               |
| Walsall             | Jonathan Whitney (1ª-37ª) Dean Keates (38ª-46ª)                                     | Jon Guthrie, Luke Leahy (46)                                     | Erhun Öztümer (16)                           |
| Wigan Athletic      | Paul Cook                                                                           | Dan Burn (45)                                                    | Will Grigg (18)                              |

## Classifica finale
|  | Pos. | Squadra          | Pt | G  | V  | N  | P  | GF | GS | DR  |
|  | ---- | ---------------- | -- | -- | -- | -- | -- | -- | -- | --- |
|  | 1.   | Wigan            | 98 | 46 | 29 | 11 | 6  | 89 | 29 | +60 |
|  | 2.   | Blackburn        | 96 | 46 | 28 | 12 | 6  | 82 | 40 | +42 |
|  | 3.   | Shrewsbury Town  | 87 | 46 | 25 | 12 | 9  | 60 | 39 | +21 |
|  | 4.   | Rotherham Utd    | 79 | 46 | 24 | 7  | 15 | 73 | 53 | +20 |
|  | 5.   | Scunthorpe Utd   | 74 | 46 | 19 | 17 | 10 | 65 | 50 | +15 |
|  | 6.   | Charlton         | 71 | 46 | 20 | 11 | 15 | 58 | 51 | +7  |
|  | 7.   | Plymouth         | 68 | 46 | 19 | 11 | 16 | 58 | 59 | -1  |
|  | 8.   | Portsmouth       | 66 | 46 | 20 | 6  | 20 | 57 | 56 | +1  |
|  | 9.   | Peterborough Utd | 64 | 46 | 17 | 13 | 16 | 68 | 60 | +8  |
|  | 10.  | Southend Utd     | 63 | 46 | 17 | 12 | 17 | 58 | 62 | -4  |
|  | 11.  | Bradford City    | 63 | 46 | 18 | 9  | 19 | 57 | 67 | -10 |
|  | 12.  | Blackpool        | 60 | 46 | 15 | 15 | 16 | 60 | 55 | +5  |
|  | 13.  | Bristol Rovers   | 59 | 46 | 16 | 11 | 19 | 60 | 66 | -4  |
|  | 14.  | Fleetwood Town   | 57 | 46 | 16 | 9  | 21 | 59 | 68 | -9  |
|  | 15.  | Doncaster        | 56 | 46 | 13 | 17 | 16 | 52 | 52 | 0   |
|  | 16.  | Oxford Utd       | 56 | 46 | 15 | 11 | 20 | 61 | 66 | -5  |
|  | 17.  | Gillingham       | 56 | 46 | 13 | 17 | 16 | 50 | 55 | -5  |
|  | 18.  | AFC Wimbledon    | 53 | 46 | 13 | 14 | 19 | 47 | 58 | -11 |
|  | 19.  | Walsall          | 52 | 46 | 13 | 13 | 20 | 53 | 66 | -13 |
|  | 20.  | Rochdale         | 51 | 46 | 11 | 18 | 17 | 49 | 57 | -8  |
|  | 21.  | Oldham Athletic  | 50 | 46 | 11 | 17 | 18 | 58 | 75 | -17 |
|  | 22.  | Northampton Town | 47 | 46 | 12 | 11 | 23 | 43 | 77 | -34 |
|  | 23.  | MK Dons          | 45 | 46 | 11 | 12 | 23 | 43 | 69 | -23 |
|  | 24.  | Bury             | 36 | 46 | 8  | 12 | 26 | 41 | 71 | -30 |

Legenda:
      Promosso in EFL Championship 2018-2019.
  Ammesso ai play-off.
      Retrocesso in EFL League Two 2018-2019.
Regolamento:
Tre punti a vittoria, uno a pareggio, zero a sconfitta.
In caso di arrivo di due o più squadre a pari punti, la graduatoria verrà stilata secondo i seguenti criteri:
- differenza reti
- maggior numero di gol segnati
- classifica avulsa
- spareggio

## Spareggi

### Play-off

#### Tabellone
|  | Semifinali | Semifinali      | Semifinali | Semifinali | Semifinali |  |  | Finale | Finale              | Finale |  |
|  |            |                 |            |            |            |  |  |        |                     |        |  |
|  | 6          | Charlton        | 0          | 0          | 0          |  |  |        |                     |        |  |
|  | 3          | Shrewsbury Town | 1          | 1          | 2          |  |  | 3      | Shrewsbury Town     | 1      |  |
|  | 5          | Scunthorpe Utd  | 2          | 0          | 2          |  |  | 4      | Rotherham Utd (dts) | 2      |  |
|  | 4          | Rotherham Utd   | 2          | 2          | 4          |  |  |        |                     |        |  |

#### Semifinali
|                   | Risultati |                   | Luogo e data               |
| ----------------- | --------- | ----------------- | -------------------------- |
| Charlton Athletic | 0-1       | Shrewsbury Town   | Londra, 10 maggio 2018     |
| Shrewsbury Town   | 1-0       | Charlton Athletic | Shrewsbury, 13 maggio 2018 |
|                   |           |                   |                            |
| Scunthorpe United | 2-2       | Rotherham United  | Scunthorpe, 12 maggio 2018 |
| Rotherham United  | 2-0       | Scunthorpe United | Rotherham, 16 maggio 2018  |
|                   |           |                   |                            |

#### Finale
|                 | Risultato |                  | Luogo e data                     |
| --------------- | --------- | ---------------- | -------------------------------- |
| Shrewsbury Town | 1-2 (dts) | Rotherham United | Londra (Wembley), 27 maggio 2018 |
|                 |           |                  |                                  |

## Statistiche

### Squadre

#### Primati stagionali
Squadre
- Maggior numero di vittorie: Wigan Athletic (29)
- Minor numero di vittorie: Bury (8)
- Maggior numero di pareggi Rochdale (18)
- Minor numero di pareggi: Portsmouth (6)
- Maggior numero di sconfitte: Bury (26)
- Minor numero di sconfitte: Blackburn Rovers e Wigan Athletic (6)
- Miglior attacco: Wigan Athletic (89 gol fatti)
- Peggior attacco: Bury (41 gol fatti)
- Miglior difesa: Wigan Athletic (29 gol subiti)
- Peggior difesa: Northampton Town (77 gol subiti)
- Maggior numero di clean sheet: Wigan Athletic (27)
- Minor numero di clean sheet: Northampton Town (6)
- Miglior differenza reti: Wigan Athletic (+60)
- Peggior differenza reti: Northampton Town (-34)
- Maggior numero di vittorie consecutive: Rotherham United (7)
- Maggior numero di sconfitte consecutive: Bury (7)
- Miglior sequenza di risultati utili: Blackburn Rovers (18 gare)
- Peggior sequenza di risultati negativi: Plymouth Argyle (12 gare)

Partite
- Partita con più reti: Milton Keynes Dons-Oldham Athletic 4-4 (8)
- Partita con maggiore scarto di gol: Oxford United-Wigan Athletic 0-7 (7)

### Individuali

#### Classifica marcatori
| Gol | Rigori |  | Giocatore       | Squadra          |
| --- | ------ |  | --------------- | ---------------- |
| 27  | 1      |  | Jack Marriott   | Peterborough Utd |
| 23  | 4      |  | Brett Pitman    | Portsmouth       |
| 19  |        |  | Bradley Dack    | Blackburn        |
| 18  | 1      |  | Will Grigg      | Wigan            |
| 17  | 2      |  | Tom Eaves       | Gillingham       |
| 16  | 0      |  | Erhun Öztümer   | Walsall          |
| 15  |        |  | Eoin Doyle      | Oldham Athletic  |
| 15  | 2      |  | Nick Powell     | Wigan            |
| 14  | 5      |  | Graham Carey    | Plymouth         |
| 14  |        |  | David Ball      | Fleetwood Town   |
| 14  |        |  | Danny Graham    | Blackburn        |
| 14  |        |  | John Marquis    | Doncaster        |
| 14  | 5      |  | Charlie Mulgrew | Blackburn        |
| 14  | 3      |  | Lyle Taylor     | AFC Wimbledon    |
| 14  | 2      |  | Charlie Wyke    | Bradford City    |